# Jörg Asmus
Jörg Asmus (* 20. Februar 1966 in Havelberg) ist ein deutscher Sachbuchautor und Amateurornithologe mit dem Schwerpunkt Papageienvögel. In Vorbereitung der von ihm initiierten oder begleiteten Erhaltungszuchtprojekte hat er die phänotypischen Merkmalsvariationen und die Abgrenzbarkeit der jeweiligen Vogelgruppen, vor allem von Papageien, studiert und darüber publiziert. Hauptsächlich veröffentlicht er seine Fachbeiträge in Fachzeitschriften wie der Gefiederten Welt, dem Gefiederten Freund, GAV-Journal oder Papageien.

## Leben
Seit dem Jugendalter gilt sein Interesse der Ornithologie, dem Naturschutz und der Naturfotografie. Seit 1979 beschäftigt Asmus sich mit der privaten Vogelhaltung, wobei sein Hauptinteresse dem Arterhalt gilt. 2014 war Asmus aktiv beteiligt an der Gründung der Gesellschaft für Arterhaltende Vogelzucht (GAV) e. V. und dort bis 2024 als Präsidiumsmitglied und Koordinator für Artenschutzprojekte tätig. Er ist eingeladenes Kommissionsmitglied der IUCN SSC Bird Red List Authority sowie SSC Europe.
Asmus ist Mitinitiator und Gründer der Erhaltungszuchtprojekte
- 1999: Europäisches Erhaltungszuchtprojekt für Vasapapageien (Coracopsis)
- 2002: Europäisches Erhaltungszuchtprojekt für den Rotachselpapagei (Psittinus cyanurus)
- 2008: Internationales Zuchtprojekt für den Starweber (Dinemellia dinemelli)
- 2009: Europäisches Erhaltungszuchtprojekt für Agaporniden (EPPAS)
- 2014: Monitoringprogramm für den Chinasittich (Psittacula derbiana)[3]
- 2015: Europäisches Erhaltungszuchtprojekt für den Schwalbensittich (Lathamus discolor)[4]

Enge Zusammenarbeit erfolgt auf den Gebieten Erhaltungszuchten sowie Artenschutz mit zoologischen Einrichtungen und Wissenschaftlern weltweit.
Seine systematisch-taxonomischen Untersuchungen führten Asmus ab dem Jahr 2000 wiederholt in verschiedene ornithologische Sammlungen im In- und Ausland. Seine Auseinandersetzung mit Populationsmerkmalen durch Vergleiche an Präparaten und lebenden Vögeln zeigt, wie fachgebietsübergreifende Recherchen den Vogelschutz befördern und welche Rolle naturhistorische Sammlungen dafür spielen können.
2005 erschien sein erstes Fachbuch in Deutschland mit dem Titel Zur Untersuchung einiger Museumspräparate des Kleinen Vasapapageien (Coracopsis nigra) auf deren Unterartzugehörigkeit, das auch in englischer Sprache publiziert wurde. Eine der späteren Buchveröffentlichungen über australische Sittiche wurde auch in einem tschechischen Verlag veröffentlicht. Viele der über 350 Fachbeiträge wurden zudem in weiteren europäischen Ländern publiziert.
2006 gelang Asmus die VZE-Erstzucht des Braunkopfpapageis (Poicephalus cryptoxanthus). Von 2006 bis 2014 war er Mitglied des Wissenschaftlichen Beirates der VZE.

## Auszeichnungen
- 2006: Preis für Tropenornithologie der Gesellschaft für Tropenornithologie[6]
- 2015: Maria-Koepcke-Preis[1] der Deutschen Ornithologen-Gesellschaft
- 2017: Elfriede-Steinbacher-Preis der Gefiederten Welt

## Veröffentlichungen (Buchveröffentlichungen)
- Zur Untersuchung einiger Museumspräparate des Kleinen Vasapapageien (Coracopsis nigra) auf deren Unterartzugehörigkeit. Leipzig, Eigenverlag 2005
- The examination of some preparations from museums of the Lesser Vasa parrot (Coracopsis nigra) for their classification to sub-species. Leipzig, Eigenverlag 2005
- mit Werner Lantermann: Australische Sittiche. Reutlingen, Oertel + Spörer 2012
- mit Werner Lantermann: Malí a střední Australští papoušci. České Budějovice, Dona 2013
- mit Werner Lantermann: Langflügelpapageien und andere afrikanische Papageien. Bretten, Arndt-Verlag 2013
- Agaporniden. Reutlingen, Oertel + Spörer 2013
- mit Werner Lantermann: Wildvogelhaltung. Wiesbaden, Springer Spektrum 2021